# Vampire Master
Vampire Master (jap. ダーククリムゾン, Dark Crimson) ist eine Manga-Reihe des japanischen Zeichners Satoshi Urushihara, die von den Abenteuern des jungen Vampirs Shion und seiner Gefährtin Rain handelt. Die Serie lässt sich dem Genres Hentai, Fantasy, Horror und Seinen zuordnen.

## Handlung
Shion und Rain kämpfen gegen die Clients, ein Dämonenvolk aus einer finsteren Zwischenwelt, das die Menschen, die sie Crimsons nennen, versklaven und für ihre dämonischen Spiele missbrauchen will. Shion, als Vampir selbst ein Halbdämon, braucht Rain, um sie im Kampf in eine lebende Rüstung zu verwandeln und um seinen Hunger nach Blut zu stillen. Die junge Helen stößt zu den beiden und nimmt eine ähnliche Rolle wie Rain ein.

## Hauptcharaktere
Shion
Shion kam in der finsteren Zwischenwelt der Clients zur Welt und ist ein Vampir und Halbdämon. Sein Vater, der Dämonenlord Beelzebub, wurde von anderen Dämonen getötet, weil er ein Kind, Shion, mit einer Menschfrau namens Maria gezeugt und den beiden geholfen hatte, durch ein Portal zu entkommen, das von der Dämonenwelt in die Menschenwelt führte. Shions Mutter wurde ebenfalls von einem Client umgebracht, als Shion sechzehn Jahre alt war.
Normale Nahrung kann Shion nicht aufnehmen und muss deshalb durch seine Gefährtinnen Rain und Helen den Blutkuss durchführen, durch den er Blut als Nahrung bekommt.
Rain
Gefährtin und langjährige Freundin von Shion. Die beiden kennen sich seit ihrer Kindheit. Rain lebte in ihrer Kindheit allein und half oft in der Kirche dem Pfarrer, der sie versorgte und ihr Unterkunft gab. Ihre Fähigkeiten sind sehr hilfreich, so verwandelt sie sich in eine Rüstung für Shion, wenn dieser in Kämpfe gegen Dämonen verwickelt wird, und kann bei normalen Menschen eine Gehirnwäsche durchführen. Rain liebt Shopping über alles und wird schnell eifersüchtig, wenn Shion einer anderen Frau helfen oder sich mit einer treffen muss.
Helen
Helen lebte auch seit ihrer Kindheit allein, weil die Dämonen ihre Eltern umbrachten, als sie noch ein Baby war. Seitdem wohnte sie in einer Kirche, in der ein Pfarrer sie liebevoll versorgte. Durch Zufall traf sie Shion und Rain, als sie Unterkunft in der Kirche suchten. Auf der Stelle verliebte sie sich in Shion, doch zeigen wollte sie dies wegen ihrer Schüchternheit nicht. Nachdem die Clients Helen entführt hatten, wurde sie mit einem Dämonen infiziert, hatte keine Kontrolle mehr über ihr Körper und wurde gezwungen Shion, umzubringen. Als Helen dann Shion gegenübertrat, nahm sie ein Schwert, verwundete Shion erheblich und bekam dadurch ihr Gedächtnis zurück. Um ihm zu helfen, bot sie Shion einen „Blutkuss“ an und war sich dabei im Klaren, dass sie von da an Shion folgen muss.
Durch diese Ereignisse wurde Helen die zweite Gefährtin von Shion und ist sehr glücklich, dass sie mit Shion zusammen ist. Genau wie Rain hat auch Helen besondere Fähigkeiten, so kann auch sie sich ebenfalls in eine Rüstung verwandeln und hat die Besonderheit, zu spüren, wenn sich eine Person nähert oder wo sich diese befindet.

## Veröffentlichungen
In Japan erschien der Manga bei Kodansha im Magazin Gekkan Magazin Z. Die Kapitel, die als Nächte bezeichnet werden, erschienen gesammelt zu je 10 in insgesamt drei Sammelbänden.
Auf Deutsch erschien Vampire Master bei Planet Manga. Der erste Band erschien 2002. Die zwei folgenden Bände erschienen 2004 und 2005. Außerdem erschien in Deutschland 2004 ein Artbook mit dem Titel Vampire Master Illustration Book. Eine französische Übersetzung erschien bei Pika Édition, eine spanische bei Selecta Visión und eine italienische wie die deutsche bei Panini.

## Indizierung
Nach dem Erscheinen des ersten Bandes in Deutschland 2002 wurde dieser noch im gleichen Jahr von der Bundesprüfstelle für jugendgefährdende Medien in die Liste der jugendgefährdenden Medien aufgenommen. Vampire Master war damit der erste in Deutschland indizierte Mangaband. Planet Manga reagierte auf die Maßnahme, indem die folgende Auflage eine Änderung der Dialoge erhielt, in dem Helen nicht mehr als minderjährig beschrieben wird. Auch diese Version wurde jedoch 2002 indiziert. Die folgenden Bände wurden in jeweils zwei Versionen veröffentlicht. Mit dem Titel Dark Crimson erscheint eine „adult-Version“ mit der Altersempfehlung ab 18, der Titel Vampire Master hat eine Altersempfehlung ab 16. Mit ihm wird eine gekürzte Version verkauft, in der die Seiten mit expliziter Gewalt entfernt wurden. Im April 2005 wurde auch der dritte Band von Vampire Master indiziert.